# Codice ATC N03
Il codice ATC N03 "Antiepilettici" è un sottogruppo terapeutico del sistema di classificazione Anatomico Terapeutico e Chimico, un sistema di codici alfanumerici sviluppato dall'OMS per la classificazione dei farmaci e altri prodotti medici. Il sottogruppo N03 fa parte del gruppo anatomico N dei disturbi del Sistema nervoso.
Codici per uso veterinario (codici ATCvet) possono essere creati ponendo la lettera Q di fronte al codice ATC umano: QN03 ... I codici ATCvet senza corrispondente codice ATC umano sono riportati nella lista seguente con la Q iniziale.
Numeri nazionali della classificazione ATC possono includere codici aggiuntivi non presenti in questa lista, che segue la versione OMS.

## N03A Antiepilettici

### N03AA Barbiturici e derivati
N03AA01 Metilfenobarbital
N03AA02 Fenobarbital
N03AA03 Primidone
N03AA04 Barbexaclone
N03AA30 Metarbital

### N03AB Derivati dell'idantoina
N03AB01 Etotoina
N03AB02 Fenitoina
N03AB03 Amino(difenilidantoina) acido valerico
N03AB04 Mefenitoina
N03AB05 Fosfenitoina
N03AB52 Fenitoina, combinazioni
N03AB54 Mefenitoina, combinazioni

### N03AC Derivati della ossazolidina
N03AC01 Parametadione
N03AC02 Trimetadione
N03AC03 Etadione

### N03AD Derivati della succinimmide
N03AD01 Etosuccimide
N03AD02 Fensuccimide
N03AD03 Mesuccimide
N03AD51 Etosussimide, combinazioni

### N03AE Derivati delle benzodiazepine
N03AE01 Clonazepam

### N03AF Derivati della carbossammide
N03AF01 Carbamazepina
N03AF02 Oxcarbazepina
N03AF03 Rufinamide
N03AF04 Eslicarbazepina

### N03AG Derivati degli acidi grassi
N03AG01 Acido valproico
N03AG02 Valpromide
N03AG03 Acido amminobutirrico
N03AG04 Vigabatrin
N03AG05 Progabide
N03AG06 Tiagabina

### N03AX Altri antiepilettici
N03AX03 Sultiame
N03AX07 Fenacemide
N03AX09 Lamotrigina
N03AX10 Felbamato
N03AX11 Topiramato
N03AX12 Gabapentin
N03AX13 Feneturide
N03AX14 Levetiracetam
N03AX15 Zonisamide
N03AX16 Pregabalin
N03AX17 Stiripentolo
N03AX18 Lacosamide
N03AX19 Carisbamato
N03AX21 Retigabina
N03AX22 Perampanel
N03AX30 Beclamide
QN03AX90 Imepitoin
QN03AX91 Bromuro di potassio